# 슈퍼널
슈퍼널(영어: Supernal)은 현대자동차그룹의 미국 내 도심항공 모빌리티 독립 법인이다. 법인명은 '최상의 품질의', '천상의'라는 뜻을 갖는다.

## 상세
현대자동차그룹은 2020년부터 미국 내 도심 항공 모빌리티 사업 관련 법인을 설립했으며, 설립 이후 전기 수직 이착륙장치(eVTOL)의 연구개발을 진행했다. 2021년 11월 9일에는 법인명 '슈퍼널'을 정식 법인명으로 확정하고 공개했다.

## 콘셉트 모델

### S-A1
현대자동차와 우버가 협력해 만든 PAV 콘셉트 'S-A1'가 CES 2020에서 공개됐다. S-A1은 전기 추진 방식의 수직이착륙 기능을 탑재했으며, 운전석과 승객석 4석을 포함해 최대 5명이 탈 수 있다. 최대 290km/h 속도로 최대 100km 비행이 가능하고, 비행 가능 범위는 고도 1천피트~2천피트 범위다.

### eVTOL
eVTOL (electric Vertical Take-Off and Landing) 캐빈 콘셉트 모델은 2028년 상용화를 목표로 개발중인 전기 수직 이착륙 항공기다. 2022년 7월 18일, 영국 판버러 국제 에어쇼에서 내장 콘셉트 모델이 최초 공개됐다. 나비의 생체 구조에서 영감을 받은 누에고치 형태의 5인승 시트 디자인이 적용됐다. 또한 격벽을 최소화해 실내 공간을 넓히고, 재활용 가능한 첨단 탄소 섬유, 식물 추출 섬유, 재활용 플라스틱 섬유와 나무 소재 등 친환경 소재가 적용됐다.

### S-A2
S-A2는 eVTOL 기체로 CES 2020에서 현대자동차그룹이 첫 비전 콘셉트 S-A1을 공개한지 4년 만에 새로 공개된 모델이며, 2024년 1월, CES 2024에서 S-A2의 실물 모형을 최초 공개했다.전장 10m, 전폭 15m로 조종사 포함 5명이 탑승 가능하며, 기체는 총 8개의 로터가 장착된 주 날개와 슈퍼널 로고를 본뜬 V자 꼬리 날개, 인체공학적으로 조형된 시트가 적용됐다.

## 연혁
- 2020년 - 미국 내 도심 항공 모빌리티 사업 관련 법인 설립
- 2020년 1월 – CES 2020 참가 및 첫 비전 콘셉트 S-A1 공개
- 2020년 2월 - 벤 다이어친 최고기술책임자 영입
- 2020년 12월 - 로스앤젤레스 시 및 도심 이동 연구소와 파트너십 체결
- 2021년 1월 - 어반에어포트 사와 UAM전용 공항 건설 참여
- 2021년 11월 - 법인명 '슈퍼널' 확정 및 공개
- 2022년 7월 - 영국 판버러 국제 에어쇼 참가
- 2022년 7월 - 영국 롤스로이스, 프랑스 사프란과 업무 협약 체결
- 2022년 11월 - 인도네시아 신수도청과 MOU 체결
- 2023년 4월 - 2023 iF 디자인 어워드 커뮤니케이션 부문 수상
- 2023년 5월 – FIFA 파트너십 참여
- 2023년 10월 - ADEX 2023 참가
- 2024년 1월 – CES 2024 참가 및 S-A2 공개

## 사업장
- 본사 - 미국 워싱턴 D.C

## 같이 보기
- 현대자동차그룹
- 도심항공교통